# David Wallace-Wells
David Wallace-Wells est un journaliste américain connu pour ses écrits sur le changement climatique. Il est notamment l'auteur de l'article « La Terre Inhabitable » paru en 2017 dans le New York Magazine, qu'il a repris et complété en 2019 dans le livre La Terre inhabitable - Vivre avec 4°C de plus.

## Enfance et éducation
David Wallace-Wells a étudié à l'Université de Chicago et obtient un diplôme en histoire de l'Université Brown en 2004. Il est marié à Risa Needleman.

## Carrière
Le travail de David Wallace-Wells est paru dans le magazine New York, dont il est rédacteur adjoint,. Il écrit aussi pour The Guardian. Il est un membre national de la Nouvelle-Amérique. En mars 2019, il est apparu dans le podcast The Joe Rogan Experience. Le 17 juillet 2019, David Wallace-Wells est apparu dans un épisode de The Doctor's Farmy, une vidéo produite par le médecin Mark Hyman M.D.
Son œuvre la plus connue est "La Terre Inhabitable", un article publié le 9 juillet 2017 dans la revue New York. L'essai a été accueilli par les critiques négatives de certains scientifiques, mais a été considéré comme un travail important et choquant par de nombreux examinateurs[pas clair],. En particulier, dix-sept scientifiques ont analysé cet article et ont estimé que sa crédibilité scientifique globale était « faible ». Plus tard, il a converti l'œuvre en un livre complet du même nom, publié en 2019.

## Publications
- David Wallace-Wells, La Terre inhabitable - Vivre avec 4°C de plus, Paris, Robert Laffont, 7 novembre 2019 (ISBN 978-2-221-24561-3)